# 精進うなぎ

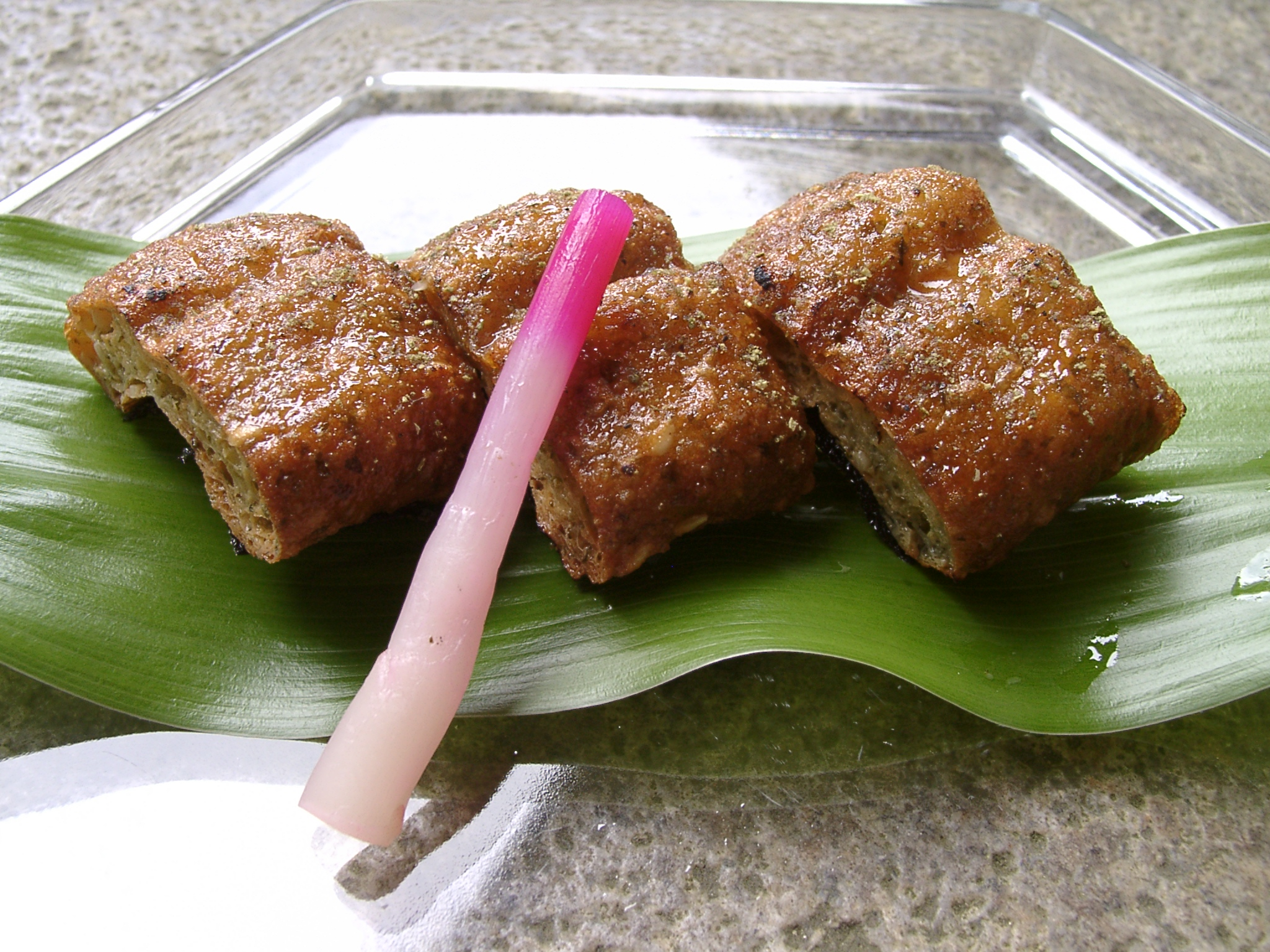
精進うなぎ

精進うなぎ（しょうじんうなぎ）は、うなぎのかば焼きに似せた普茶料理。
豆腐に山芋や長芋などの根菜類をすりおろした物を混ぜ、うなぎの皮にみたてた焼き海苔を載せてから、食用油で揚げた後にたれをからませたコピー食品。

## 登場作品
- 『攻殻機動隊 S.A.C. 2nd GIG』